# 西林加島

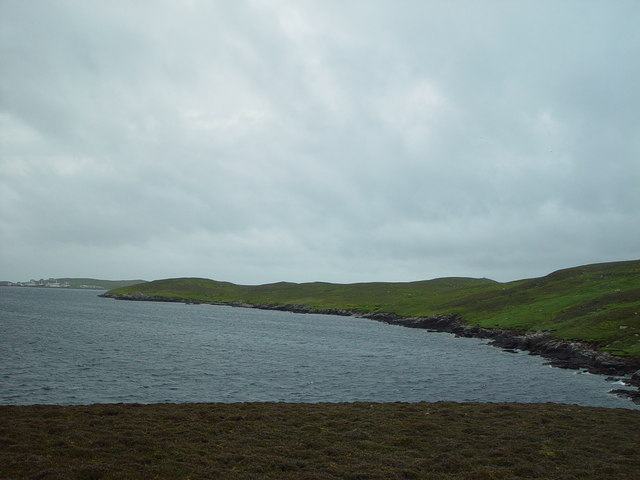

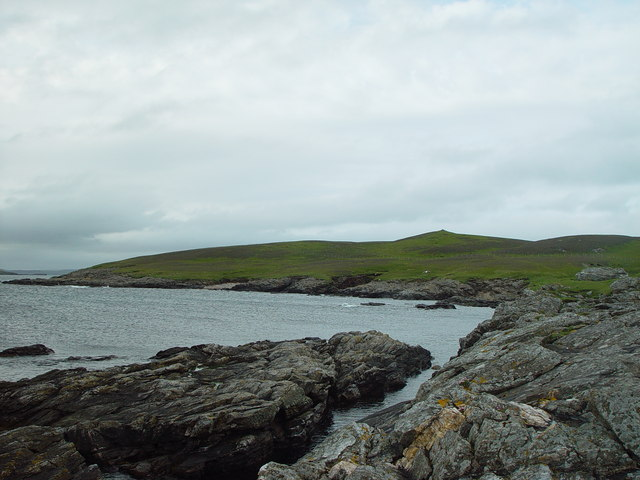

西林加島是蘇格蘭的島嶼，位於梅恩蘭島和沃爾賽島之間的大西洋海域，屬於昔德蘭群島的一部分，面積1.25平方公里，最高點海拔高度52米，島上無人居住。
60°22′05″N 1°02′04″W / 60.36806°N 1.03444°W